# Gräfliches Hofbrauhaus Freising
Gräfliches Hofbrauhaus Freising GmbH is een Duitse brouwerij in Freising (Beieren).

## Geschiedenis
In 1160 liet bisschop Albert I von Harthausen, de regent van het Prinsbisdom Freising, voor het eerst bier brouwen op de Domberg van Freising. De brouwerij bleef tot 1803 bisschoppelijk bezit; toen werd het eigendom van het Land (later Koninkrijk) Beieren.
In 1812 kocht Maria Leopoldine von Österreich-Este, voormalige keurvorstin van Beieren, de brouwerij van Freising (samen met enkele anderen, waaronder die in Haag an der Amper).  Maria Leopoldine was gehuwd met graaf Ludwig von Arco.
In 1891 werd graaf Ernst von Moy de eigenaar van het Hofbrauhaus, dankzij zijn huwelijk met de dochter van graaf Arco.
In 1911 werd een nieuwe moderne brouwerij gebouwd volgens de toenmalige stand van de techniek. Daar wordt nog steeds bier gebrouwen volgens het Beierse Reinheitsgebot, met water uit een eigen bron.
In 1998 kocht de adellijke familie van Graf zu Toerring-Jettenbach het Hofbrauhaus Freising. 

## Producten[1]
- Huber Weisses: weissbier (overgenomen van Weissbräu Huber)
- Graf Ignaz: pils en lager, genoemd naar Ignaz Felix Graf zu Toerring-Jettenbach uit de 18e eeuw
- Hofbrauhaus bier: "1160", "Dunkel", "Radler", "Jägerbier", "Festbier", "Wintermärzen", "Leicht" en "Alkoholfrei".
- Graf Toerring: "Bock", "Export Hell", "Original", "Barthelmarkt" (speciaal gebrouwen voor de Barthelmarkt in Oberstimm, een deelgemeente van Manching), "Wintermärzen", "Radler"
- Karibik: Limonades en Cola Mix